# Јуриј Далматин
Јуриј Далматин (Кршко, 1547 — Љубљана, 31. августа 1589) је био познати словеначки протестантски писац. Заједно са Адамом Бохоричем и Приможем Трубаром обележио је златно доба словеначке књижевности, који спада у време протестантизма назване и Реформација. Она је у Словенији добила замах у 16. веку и трајала је све до католичке Противреформације, коју је у Словенији водио бискуп Томаж Хрен.
Јуриј Далматин је у словеначкој историји значајан као први који је превео Библију на словеначки језик. Превод је издан у немачком граду Витенбергу 1584. под насловом Bibilija, tu je vse svetu pismu stariga inu noviga testamenta, slovenski tolmačena skuzi Jurija Dalmatina.
Штампана је у 1.500 примерака.
Од 1575. до 1580. године у штампарији Јанжа Манделца, првој у Словенији, штампано му је више књига.